# سيمون اولسون
سيمون اولسون (بالسويدية: Simon Olsson)‏ (14 سبتمبر 1997 بالسويد - ) هو لاعب كرة قدم سويدي في مركز الوسط. لعب مع نادي إلفسبورغ.

## وصلات خارجية
- سيمون اولسون على موقع الاتحاد الأوربي (الإنجليزية)
- سيمون اولسون على موقع اتحاد السويد (السويدية)
- سيمون اولسون على موقع قاعدة بيانات كرة القدم.إي يو (الإنجليزية)
- سيمون اولسون على موقع ناشيونال فوتبول تيمز (الإنجليزية)
- سيمون اولسون على موقع Soccerway.com (الإنجليزية)
- سيمون اولسون على موقع عالم كرة القدم.نت (الإنجليزية)